# Hélder Martins de Carvalho
Hélder Martins de Carvalho, né en 1977, est un arbitre angolais de football, qui officie internationalement entre 2008 et 2019.

## Carrière
Il a officié dans des compétitions majeures : 
- Coupe COSAFA 2009 (finale)
- CAN 2010 (1 match)
- CHAN 2011 (1 match)
- Coupe d'Afrique des nations des moins de 17 ans 2011 (3 matchs dont la finale)
- Coupe du monde de football des moins de 17 ans 2011 (2 matchs)
- CAN 2019 (? matchs)